# Jean Christophe (auteur)
Pour les articles homonymes, voir Christophe et Jean Christophe.
Jean Christophe (pseudonyme de Jean Odoux), né en 1908 et décédé le 30 novembre 1977, est un chroniqueur et historien régional tourquennois.

## Biographie
Jean Charles Christophe Marie Joseph Odoux nait à Tourcoing le 20 novembre 1908. Il est le fils de François Auguste Marie Joseph Odoux, négociant et de Hermance Hortense Cécile Marie Joseph Camberlin, son épouse sans profession.
Commerçant et chroniqueur patoisant, il écrit: « Pour les autres gens de France et d’ailleurs, la brouette, c’est une pauvre voiture à une roue qui sert aux maçons et aux jardiniers. Pour nous, gens de Tourcoing, la brouette, c’est notre amie de toujours. Les fileurs allaient quérir en brouette leur laine pour la filer, les tisserands allaient en brouette quérir leur fil pour le tisser et le tissu se transportait en brouette. Aucun travail ne se faisait sans elle ».
Il épouse à Wasquehal le 20 novembre 1933 Jeanne Marie Julie Victoire Deledalle.
Il tient un magasin de linge dans sa maison natale.
Il est le président de l'association « Les Amis de Tourcoing et du Carillon », de 1966 à son décès, qui a pour vocation de promouvoir la Ville Tourcoing et d'aider à son essor économique. Après son décès en 1977, Henri Crepel, commerçant,  futur adjoint au Maire et de vice-président et trésorier de la chambre de commerce et d'industrie de Lille-Roubaix-Tourcoing succède à la fonction  .
Il meurt à Tourcoing le 30 novembre 1977.
Un monument a été érigé face à sa maison natale au pied de l'église Saint-Christophe.

## Ouvrages
- Tourcoing, Ed. Georges Frère, 1946
- La bataille de Tourcoing racontée aux enfants, E.O.M.R, 1969
- Si les rues de Tourcoing m'étaient contées, Ed. Georges Frère, 1972, préface de Fernand Carton
- Tourcoing en cartes postales anciennes, 1974, réédité en 1982  (ISBN 9028828990)
- Le Tourquennois Pierre de Guethem (1659-1709)
- Gens et choses de Tourcoing, Ed. Georges Frère, 1975, préface de Maurice Schumann
- Tourcoing, mon pays, préface de Pierre Pierrard, 1977